# Ratchaburi Football Club
Il Ratchaburi Football Club, meglio noto come Ratchaburi, è una società calcistica thailandese con sede nella provincia di Ratchaburi. Milita nella Thai League 1, la massima divisione del campionato thailandese.

## Palmarès

### Competizioni nazionali
- Thai FA Cup: 1

2016
- Thai League 2: 1

2012
- Thai League 4: 1

2011

### Altri piazzamenti
- Thai FA Cup:

Finalista: 2019
Semifinalista: 2018, 2024-2025
- Thai League Cup:

Finalista: 2012, 2013
Semifinalista: 2017, 2022-2023, 2024-2025

## Organico

### Rosa 2024
| N. |                          | Ruolo | Calciatore                    |
| -- | ------------------------ | ----- | ----------------------------- |
| 2  | Francia (bandiera)       | D     | Gabriel Mutombo               |
| 4  | Thailandia (bandiera)    | D     | Praweenwat Boonyong           |
| 5  | Corea del Sud (bandiera) | D     | Park Jun-heong                |
| 6  | Spagna (bandiera)        | C     | Tana                          |
| 7  | Thailandia (bandiera)    | C     | Jakkapan Pornsai              |
| 9  | Thailandia (bandiera)    | A     | Apiwat Pengprakon             |
| 10 | Thailandia (bandiera)    | C     | Jakkaphan Kaewprom (capitano) |
| 17 | Thailandia (bandiera)    | D     | Ekkaluck Thongkit             |
| 18 | Thailandia (bandiera)    | P     | Todsaporn Sri-reung           |
| 19 | Thailandia (bandiera)    | C     | Kritsananon Srisuwan          |

| N. |                       | Ruolo | Calciatore              |
| -- | --------------------- | ----- | ----------------------- |
| 21 | Thailandia (bandiera) | C     | Chitpanya Tisud         |
| 25 | Francia (bandiera)    | A     | Clément Depres          |
| 27 | Thailandia (bandiera) | P     | Ukrit Wongmeema         |
| 29 | Thailandia (bandiera) | C     | Kiattisak Jiam-udom     |
| 31 | Thailandia (bandiera) | C     | Pathomchai Sueasakul    |
| 39 | Thailandia (bandiera) | D     | Pawee Tanthatemee       |
| 46 | Thailandia (bandiera) | P     | Kittipong Phuthawchueak |
| 77 | Brunei (bandiera)     | A     | Faiq Bolkiah            |
| 98 | Thailandia (bandiera) | P     | Kritsada Nonchai        |